# Monte Jôuf
Il monte Jôuf è una montagna di calcare cretacico che si trova alle spalle della città di Maniago nelle Prealpi Carniche nella regione Friuli-Venezia Giulia, alta 1224 metri, anche se il punto tradizionale di arrivo è a 1203 metri dove è posta una grande croce affacciata sulla sottostante pianura friulana.

## Origine e significato del nome
Tale nome è abbastanza comune nell'ambiente montano dove significa "cima di monte" o "valico largo", la sua traduzione italiana è infatti "giogo" del quale questo tipo di creste ricorda la forma. Compare per la prima volta testimonianza scritta del monte Jôf già nel 1286 nell'Archivio comunale di Maniago. Il nome della montagna viene scritto in vari modi tra i quali: Iouf, Jouf, Jôf, Iof e Jof.

## Vie di risalita
Grazie ai suoi numerosi sentieri si può risalire il monte sia in mountain bike che a piedi e a cavallo.
In base al tempo necessario alla risalita è possibile scegliere tra numerosi percorsi, quali:
- il Percorso Vita che parte da Maniago (291 s.l.m.), passa per i ruderi del castello e poi scende per Maniagolibero
- il sentiero CAI 983
- la strada forestale che parte dalla località di val Piccola (circa 460 s.l.m.) ed arriva fino all'omonima malga dal versante sud
- la strada forestale che parte da Pala (circa 845 s.l.m.) ed arriva all'omonima malga dal versante nord
- il trekking a cavallo da Vivaro fino alla cima del monte.

## Monumenti e luoghi d'interesse
Alle pendici del monte è possibile visitare le rovine del castello con accanto la chiesetta, proseguendo per la strada si giunge in località Valpiccola.
Da qui, continuando a salire fino alla cima, si arriva prima alla la malga Jôuf da cui è visibile il monte Raut e, proseguendo lungo il crinale per qualche centinaio di metri, si arriva alla vetta con la rispettiva croce.
La strada verso Valpiccola da Maniagolibero è punto di partenza per numerosi sentieri di downhill, molto ambiti dagli appassionati dello sport. Più in generale, l'intera montagna offre molti sentieri accessibili alle mountain bike.
Da segnalare anche il sentiero CAI 899, o sentiero Frassati, che transita sul monte da Pala Barzana (a nord), e proseguendo per il versante ovest scende fino a Maniagolibero.